# Александър Овечкин
Александър Овечкин (на руски: Александр Михайлович Овечкин) е руски хокеист, една от най-големите звезди на съвременния хокей. Играе в НХЛ за отбора на „Вашингтон Кепиталс“, на който е и капитан. Ръст 188 см, тегло 108 килограма.
Бивш играч на „Динамо“, Москва, пристига да играе в NHL през 2004 г. През 2007/2008 г. е топ реализатор в лигата и световен шампион с Русия.

## Биография
Син е на Михаил Овечкин, бивш професионален футболист и Татяна Овечкина, двукратна олимпийска шампионка по баскетбол. Започва да играе професионално хокей на 16-годишна възраст в Динамо Москва. На 17 години дебютира за мъжкия национален отбор и отбелязва гол, с което става най-младия играч играл за Русия и най-младия голмайстор.
Още през 2003 г. е искан от отбор от НХЛ (Флорида Пентърс), но тъй като няма навършени 18 години трансферът е спрян. В крайна сметка преминава в НХЛ през 2005 в отбора на Вашингтон Кепиталс, като е избран под номер 1 в драфта, ставайки едва втория руски хокеист след Иля Ковалчук поставен под номер 1. През дебютния си сезон (2005 – 2006) отбелязва 52 гола (106 точки) и става третият играч по резултатност в НХЛ. Печели и Калдър Трофи – наградата за най-добър новобранец. Последните два сезона в НХЛ печели и Морис Ришар Трофи за най-много отбелязани гола през сезона (65 през 2008 и 56 през 2009).
В началото на 2010 г. е избран за капитан на отбора. През 2011 г. Овечкин се сдобива с фигура в музея на мадам Тюсо. Той е вторият хокеист, на който е направена восъчна фигура.